# 2021 en droit
Cet article présente les faits marquants de l'année 2021 en droit.

## Naissances et décès
- Naissances

- Décès

## Événements par mois

### Avril
- 28 avril : l'Assemblée générale des Nations unies adopte à l'unanimité une résolution visant à déclarer le 10 mars Journée internationale des femmes juges[1].

### Mai
- 23 mai : le pape François promulgue la constitution apostolique Pascite gregem Dei, remplaçant le livre VI du code de droit canonique de 1983[2], qui entre en vigueur le 8 décembre suivant[3].

### Décembre
- 8 décembre : entrée en vigueur de la constitution apostolique Pascite gregem Dei promulguée le 23 mai.

## Événements par nature juridique

### Référendums
- Référendum de 2021 à Gibraltar
- Référendum constitutionnel kirghize de 2021
- Référendum kirghize de janvier 2021
- Votations fédérales de 2021 en Suisse
- Référendum taïwanais de 2021

### Résolutions du Conseil de sécurité des Nations unies
- Liste des résolutions du Conseil de sécurité des Nations unies adoptées en 2021